# Chiesa dell'Esaltazione della Santa Croce (Prostějov)

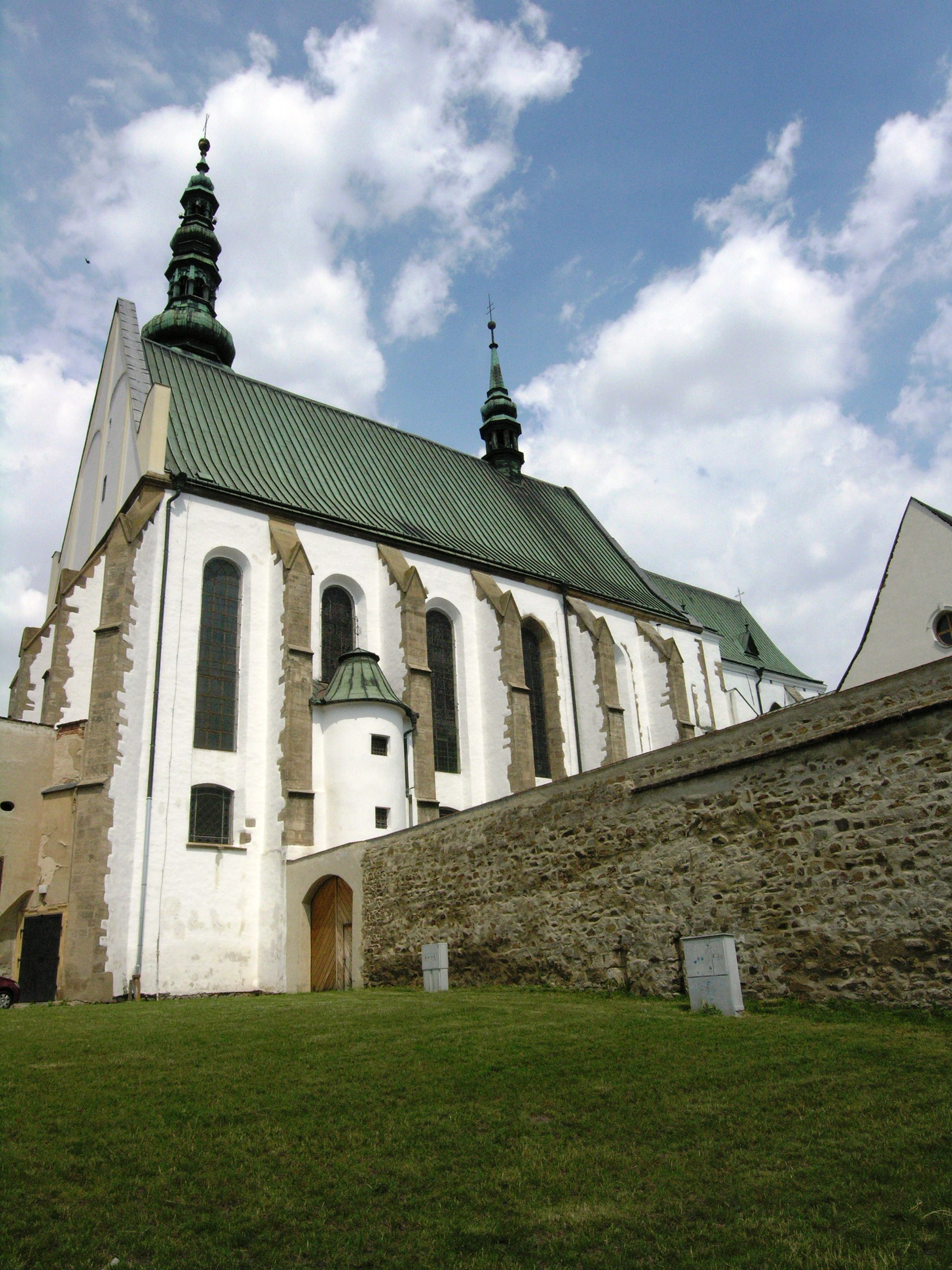
Chiesa dell'Esaltazione della Santa Croce

La chiesa parrocchiale dell'Esaltazione della Santa Croce è un edificio dominante di Prostějov. 
Fu fondata insieme al monastero sul luogo dell'originaria fortezza nel 1391 da Petr z Kravař. La chiesa fu consacrata alla Visitazione della Vergine Maria a Elisabetta nelle montagne. Poco tempo dopo la sua costruzione fu incendiata dagli hussiti nel 1430. Rinnovata negli anni fra il 1522 e il 1588 dagli utraquisti, fu consacrata alla Santa Croce. La chiesa subì grandi danni nell'incendio del 1697 quando fu distrutta dal fuoco. Fu ricostruita secondo i progetti dell'architetto ticinese Giovanni Pietro Tencalla. Dal grande incendio si salvò la croce di fronte alla chiesa e che non arse nel fuoco: è venerata fino ad oggi come "croce miracolosa". Nella festa dell'Esaltazione della Santa Croce, il 14 settembre, si svolge tradizionale pellegrinaggio della parrocchia.